# Teufelsley (Rheinland-Pfalz)
Die Teufelsley (vgl. Ley) ist ein 495,9 m ü. NHN hoher Berg des Ahrgebirges, einem Teil des Mittelgebirges Eifel. Sie liegt bei Liers im rheinland-pfälzischen Landkreis Ahrweiler und besteht aus einem der größten zusammenhängenden Quarzitblöcke Deutschlands, siehe hierzu auch Eschbacher Klippen oder der Bayerische Pfahl.

## Geographie

### Lage
Die Teufelsley erhebt sich in den Gemeindegebieten von Hönningen und Dümpelfeld. Ihr Gipfel liegt 1,8 km südsüdöstlich des Kernorts von Hönningen, 1,3 km östlich des Hönninger Ortsteils Liers und 1 km nordnordöstlich des Dümpelfelder Wochenendhaus- und Wohngebiets Ommelbachtal.
Östlich vorbei an der Teufelsley fließt der Dennbach, ein Zufluss des Kesselinger Bachs. Letzterer mündet beim 3,1 km nördlich des Berges gelegenen Ahrbrücker Ortsteil Brück in den westlich von ihm in Süd-Nord-Richtung verlaufenden Rhein-Zufluss Ahr.

### Naturräumliche Zuordnung
Die Teufelsley gehört in der naturräumlichen Haupteinheitengruppe Osteifel (Nr. 27) und in der Haupteinheit Ahreifel (272) zur Untereinheit Südliches Ahrbergland (272.3). Ihre Westflanke fällt in den Naturraum Dümpelfelder Ahrtal (272.20) ab, der zur Untereinheit Mittleres Ahrtal (272.2) zählt.

## Sage
Gottfried Kinkel bemerkt zur Teufelsley unter anderem: „Dieses höchst phantastische Gestein erhebt sich auf einem schmalen Berggrat, so dass es das Ansehen hat, als ob durch einen furchtbaren Stoß von Osten her die Masse zertrümmert worden wäre. Ohne Zweifel beruht auf dieser schon früher im Volke mit gewohntem natürlichen Scharfsinn gemachten Beobachtung die Sage von dem Schlosse, das hier der Teufel im Trotz gegen Gott himmelhoch aufgerichtet habe. (…) Diesmal, wie immer, ist's denn dem Teufel schlecht geraten: Sein halbfertiges Schloss zerschmiß ein einziger Stoß der Gotteshand, und wirklich macht der Fels den Eindruck einer zyklopischen Burgruine.“ Von einer möglichen Burg auf der Teufelsley gibt es jedoch keinerlei historische Nachrichten oder gar Baureste.

## Schutzgebiete
Die felsige Gipfelregion der Teufelsley wurde am 4. Juni 1926 vom Preußischen Ministerium für Landwirtschaft, Domänen und Forsten zum Naturschutzgebiet An der Teufelsley (CDDA-Nr. 82701; 1926 ausgewiesen, 4,4 ha groß) erklärt. Das Naturschutzgebiet sollte „der Erhaltung des Felsgebildes der Teufelsley nebst den dort vorhandenen Ansammlungen von Felsblöcken“ dienen. Damit wurde „verboten, die auf dem geschützten Gelände befindlichen Felsgebilde und die dort vorhandenen Felsblöcke zu beseitigen, zu beschädigen oder sonst wie zu verändern“. Auf dem Berg befinden sich auch Teile des Landschaftsschutzgebiets Rhein-Ahr-Eifel (CDDA-Nr. 323834; 1980; 925,3593 km²) und des Vogelschutzgebiets Ahrgebirge (VSG-Nr. 5507-401; 304,23 km²).
Siehe auch: Liste der Naturschutzgebiete im Landkreis Ahrweiler

## Verkehr, Wandern und Klettern
Westlich vorbei an der Teufelsley und östlich an Liers verläuft entlang der Ahr die Bundesstraße 257, von der zwischen Liers und Dümpelfeld eine Stichstraße nach Ommelbachtal abzweigt. Zum Beispiel in diesem Wochenendhaus- und Wohngebiet beginnend kann der Berg auf Waldwegen und -pfaden erwandert werden. Auf dem gipfelnahen Bereich des Bergostflanke unterhält die Sektion Koblenz des Deutschen Alpenvereins die Schutzhütte Teufelsleyhütte und nutzt dortige Felsen zum Klettern.